# Madison Young

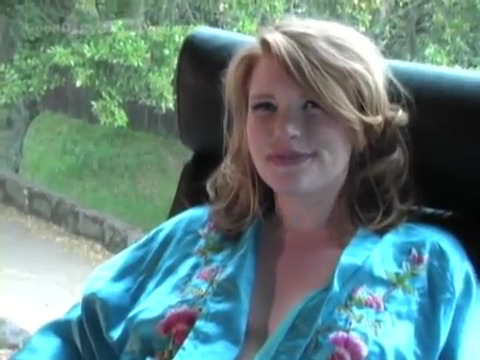
Madison Young 2011

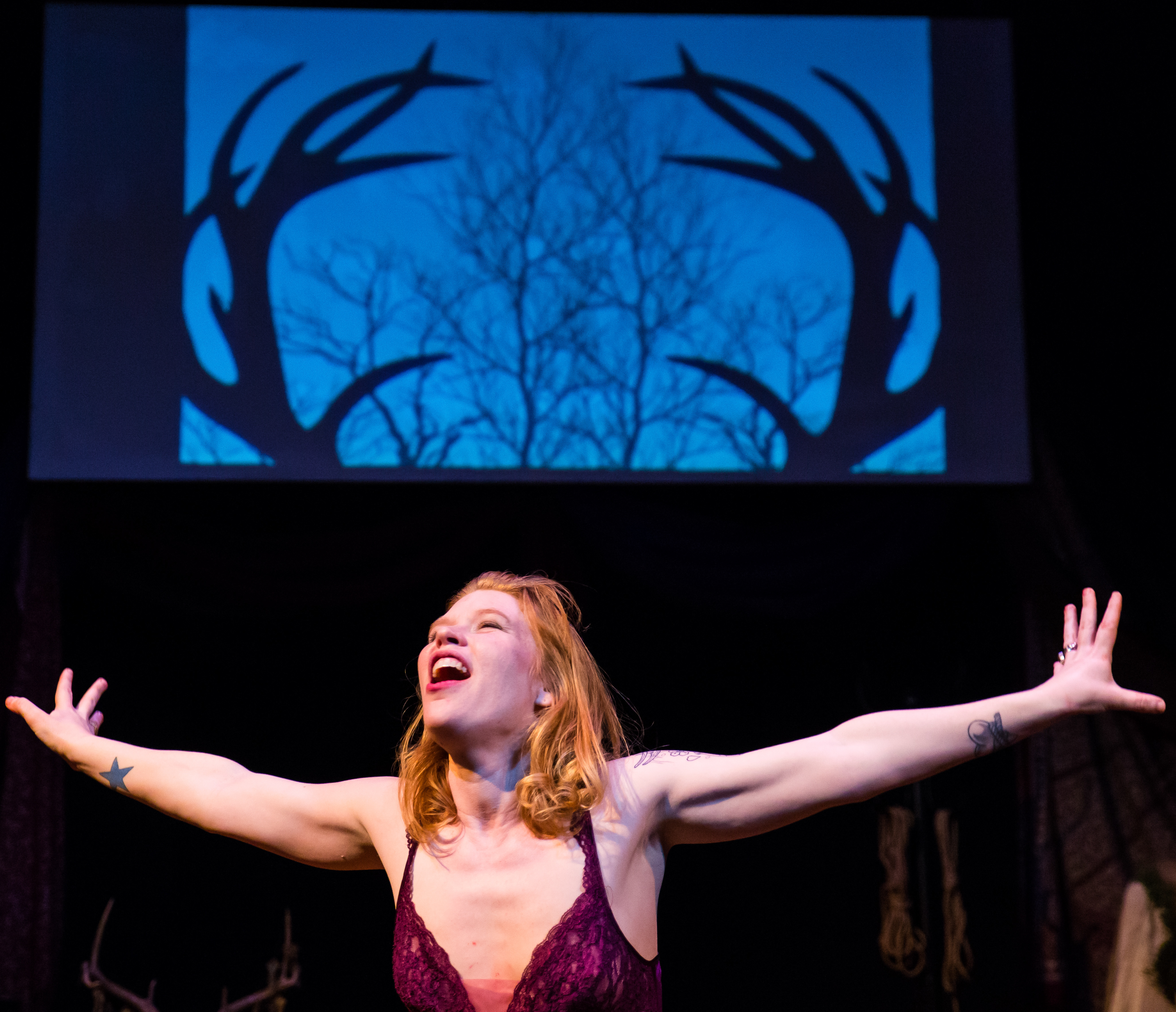
Performance 2018

Madison Young (* 20. September 1980 in Loveland, Ohio, eigentlich Tina Butcher) war eine amerikanische Pornodarstellerin und -regisseurin sowie Besitzerin der Galerie Femina Potens, in der erotische Kunst von Frauen und Transgendern ausgestellt wurde. Madison Young gilt als eine der „namhaftesten weiblichen Pornoproduzentinnen“ und wurde mehrfach mit dem Feminist Porn Award ausgezeichnet. Sie sieht sich selbst als Feministin, genderqueer und Teil der BDSM-Community. Heute ist sie nach eigenen Angaben sexpositiv-feministische Filmemacherin, Schriftstellerin, Performancekünstlerin und Sexualpädagogin. Ihre Hauptanliegen sind gesellschaftliche Toleranz für die LGBTQ- und die BDSM-Community und sexuelle Selbstbestimmung in jede Richtung.

## Karriere
Madison Young begann ihre Arbeit im Pornogeschäft, um ihre 2001 in ihrer Wahlheimat San Francisco gegründete Galerie Femina Potens zu finanzieren. Zu Anfang betätigte sie sich ausschließlich im Fetisch- und BDSM-Bereich und begann erst später, auch Mainstream-Pornofilme zu machen. Sie bevorzugte aber BDSM-Produktionen, in denen sie die Rolle einer Bottom spielte.
Madison Young ist auch bekannt als Regisseurin, Produzentin und Darstellerin von Pornografie für Frauen. Die Filme ihrer Serie A Woman’s POV sind die ersten POV-Pornos aus weiblicher Sicht. Sie wird auch regelmäßig für Genrepreise wie den Feminist Porn Award nominiert, den sie auch mehrmals gewann. 
2009 war sie als Hauptperson einer Folge in der Fernsehserie Real Sex auf Home Box Office zu sehen. Sie war auch eine der Darstellerinnen in der Dokumentation Too Much Pussy!, die unter anderem auf dem Melbourne International Film Festival gezeigt wurde. Die Dokumentation Mutantes von Virginie Despentes sowie ein Kapitel in dem Buch America Unzipped von Brian Alexander beschäftigen sich ebenfalls mit ihr.
Neben ihrer eigenen Produktionsfirma Madison Bound Productions veröffentlichten unter anderem auch Vivid und Club Jenna Filme mit Madison Young.
Heute ist sie Geschäftsführerin, Regisseurin und Produzentin der von ihr gegründeten Firma Empress in Lavender Media. Dies ist eine Spielfilm- und Fernsehproduktionsgesellschaft, die sich zum Ziel gesetzt hat, queere, transgender und Sexarbeiter-Narrative aus der Sicht von queerer, transgender und Sexarbeiter-Filmemachern und -Künstlern in die Mainstream-Medien zu bringen.

## Privatleben
Sie ist mit James Mogul verheiratet, sie haben gemeinsam zwei Töchter.

## Auszeichnungen
- 2008: Feminist Porn Award in der Kategorie Hottest Kink Movie für ihren Film Bondage Boob Tube
- 2009: Feminist Porn Award in der Kategorie Indie Porn Pioneer
- 2009: Feminist Porn Award in der Kategorie Hottest Kink Movie für ihren Film Perversions of Lesbian Lust Vol.1
- 2010: Feminist Porn Award in der Kategorie Best Bi Movie für ihren Film Fluid: Men Redefining Sexuality

## Filmografie (Auswahl)

### Als Darstellerin
- 2007: Upload (Regie: Eli Cross)
- 2008: Midori’s Expert Guide To Sensual Bondage (Regie: Tristan Taormino)
- 2009: Champion – Love Hurts (Regie: Shine Louise Houston)
- 2009: Content (Regie: Eon McKai)
- 2009: Mutantes (Regie: Virginie Despentes)
- 2010: Going Down: The Official Guide To Cunnilingus (Regie: Carol Queen)
- 2010: Too Much Pussy! (Regie: Émilie Jouvet)
- 2010: Tristan Taormino’s Expert Guide To Female Orgasms (Regie: Tristan Taormino)
- 2010: Tristan Taormino’s Rough Sex 2 (Regie: Tristan Taormino)

### Als Regisseurin
- 2009: Perversions of Lesbian Lust 1
- 2010: The Curse Of Macbeth
- 2010: The Thin Line Between Art and Sex
- 2010: Lucky – A Woman’s POV

## Bücher
Ihre Memoiren Daddy wurden 2014 mit einem Vorwort von Annie Sprinkle veröffentlicht.
2016 veröffentlichte sie die Bücher The Ultimate Guide to Sex Through Pregnancy and Motherhood sowie The DIY Porn Handbook: Documenting Our Own Sexual Revolution.
2021 veröffentlichte sie eine Essaysammlung mit dem Titel Becoming MILF. Es geht dabei um Eltern in der Pornofilmindustrie, über Sex, Elternschaft und Stigmatisierung.